# Papež Klemen VI.
Klemen VI., rojen kot Pierre Roger oziroma Roger de Beaufort-Turenne z nadimkom Le Magnifique  (Veličastni) je bil francoski benediktinec (OSB) in katoliški papež; * 1291 Maumont (Rosiers-d'Égletons, Limousin, Francosko kraljestvo; danes: Francija); † 6. december 1352, Avignon (Provansa, Papeška država – danes Francija).

## Življenjepis

### Mladost
Peter (Pierre) Roger se je rodil 1291 na gradu Maumont v župniji Rosiers d'Egletons v tullski škofiji v Francoskem kraljestvu. Izhaja iz nižje aristokracije s skromnim premoženjem kot drugi sin Viljema (Guillaume) Rogerja, gospodarja Rosiers d'Egletonsa. V sorodstvu je kar mrgolelo visokih prelatov in je bil: brat kardinalu Hugues Rogerju OSB (1342), nečak kardinalom Aymeric de Chalusu (1342), Gérard de la Gardeju OP (1342) in Guillaume d'Aigrefeuilleju starejšemu, (1350), nečak ali stric kardinalom Adhémar Robertu (1342), Pierre de Crosu (1350) in Gilles Aycelin de Montaigu (1361), stric kardinalom Bernard de la Touru (1342), Guillaume de la Jugiéju (1342), Nicolas de Besseju (1342), bodočemu papežu Gregorju XI. Pierre Roger de Beaufortu (1348); Raymond de Canilhacu CRSA (1350), Guillaume d'Aigrefeuilleju mlajšemu OSBClun (1367), Pierre de la Jugiéju OSBClun (1375), Guy de Malsecu (1375) in protikardinalu Faydit d'Aigrefeuilleju OSB (1383). Imenovali so ga tudi Roger de Beaufort-Turenne z nadimkom Le Magnifique  (Veličastni).

Z desetimi leti je vstopil v opatijo sv. Roberta v La Chaise-Dieuu in postal benediktinski menih. Študiral je na Sorboni v Parizu, kjer je doktoriral iz teologije in si pridobil obsežno klasično in bogoslovno znanje; postal je priznan pridigar in dekan na univerzi. 
1326 je postal opat v Fécampu, 1328 škof v Arrasu, 1329 nadškof v Sensu ter 1330 v Rouenu. Bil je svetovalec in osebni poslanec kralje Filipa VI.  v Angliji in v Avignonu. 1333 ga je Janez XXII. poslal pridigat križarsko vojno a Benedikt XII. imenoval za kardinala-duhovnika pri Ss. Nereo ed Achilleo 18. decembra 1338. 

## Papež
Takoj, ko je slišal za smrt Benedikta XII., je Filip Srečni pohitel k  sinu Ivanu Normandijskemu  in ga nagovarjal, naj vpliva na kardinalski zbor v prid njegovega kandidata Petra Rogerja. Kljub naglici prestolonaslednik ni prispel pravočasno, ko so se 7. maja 1342 v Avignonu zaprla vrata za kardinali v konklavu in je moral poln tesnobe čakati. Toda izbira cerkvenih knezov je pokazala, da je enaka tisti francoske kraljevske hiše. Volitve so trajale le en dan in soglasno so izvolili kardinala Pierra Rogerja, ki mu je bila naklonjena vladarska rodbina Valoijskih, in ga postavili na apostolski sedež. Komaj izvoljen je Peter dejal: 
Praedecessores nostri nesciverunt esse papa
.
To se je pokazalo že pri kronanju, ko ga je 19. maja 1342 kronal kardinal Napoleone Orsini ob prisotnosti mnogih odličnih gostov in svetnih ter cerkvenih dostojanstvenikov. Papeški dvor je kar tekmoval s sijajem kraljevskih dvorom in sem so se začeli zgrinjati plemenitaši od vsepovsod, pa tudi kandidati za razne cerkvene službe, kar je bilo seveda povezano z velikimi stroški, ki so hitro izpraznili cerkveno blagajno, katero je s toliko skrbjo napolnil njegov prednik. On je začel torej papeževati v popolnem nasprotju s svojim prednikom, ki je tudi na papeškem prestolu ohranil meniško skromnost. Hotel je v tem svojem posvetnem stilu urediti tudi avinjonsko papeško palačo, kamor je zbral najodličnejše umetnike. Ni mu niti na pamet padlo, da bi kaj storil za vrnitev v Rim; nasprotno: od neapeljske kraljice Ivane Neapeljske je kupil 1348 celotno avinjonsko grofijo za smešno ceno 80.000 florinov in tako omogočil papežem, da ne bodo več gostje na tuji zemlji, ampak domačini na svojem ozemlju. Ni torej na mestu, da govorimo v Dantejevem ali Petrarkovem jeziku resno o kakem avinjonskem izgnanstvu, ujetništvu ali suženjstvu - saj so bili papeži na tem svojem ozemlju prav tako samostojni oziroma suvereni kot na primer v Anagniju ali Rimu, kjer pa so bile razmere nevzdržne.

### Ekumenizem in križarska vojna
Papež Klemen se je neuspešno pogovarjal z Grki in Armenci o cerkvenem zedinjenju; oni so želeli bolj dobiti pomoč zoper Turke , kakor pa krščansko versko edinost.  

1343 je papež Klemen organiziral križarsko vojno zoper turškega vladarja Umur-bega , ki je bil zaveznik bizantinskega cesarja Ivana Kantakuzena  Turško ladjevje je uničilo združena krščanska flota, ki so jo sestavljali Benečani, ivanovci in Ciprčani; pri tem je padel v bitki za Smirno tudi sam Umur-beg. 

### Ob pustošenju črne smrti
Črna smrt je pustošila po Evropi sredi 15. stoletja in pomorila od tretjine do dveh tretjin vsega prebivalstva. Prestrašeni ljudje so se izogibali drug drugemu iz strahu pred okužbo, bogataši pa so bežali iz mest na deželo. Obolele so velikokrat prepuščali samim sebi. Nekateri ljudje so za epidemijo obtoževali Jude – sumili so jih zastrupljevanja vodnjakov. To je vodilo v pogrome nad Judi.  
| Reaktion der weltlichen und der kirchlichen Macht (nemški izvirnik) | Odziv svetnih in cerkvenih oblasti (slovenski prevod) |
| --- | --- |
| Es fehlte nicht an Personen, die auf das Unrecht dieser Morde aufmerksam machten. Bereits am 4. Juli 1348 wandte sich der in Avignon lebende Papst Klemens VI. in einer Päpstliche Bulle gegen die Verfolgung von Juden. Die päpstliche Bulle wirkte nur in Avignon und trug ansonsten verhältnismäßig wenig zum Schutz der Juden bei. Daher folgte am 26. September 1348 eine zweite päpstliche Bulle mit dem Titel Quamvis perfidiam. Die Anschuldigung, die Juden würden durch das Vergiften von Brunnen die Seuche verbreiten, bezeichnete er darin als „unvorstellbar“, da sie in Gegenden der Erde wüte, wo keine Juden lebten, und dort, wo sie lebten, sie selbst Opfer der Seuche würden. Er forderte die Geistlichkeit auf, die Juden unter ihren Schutz zu stellen. Klemens VI. – der selbst hebräische Manuskripte sammelte – untersagte außerdem, Juden ohne Gerichtsverfahren zu töten oder sie auszuplündern. Er drohte den Verfolgern die Strafe der Exkommunikation an. | Ni manjkalo ljudi, ki so opozarjali, kako krivični so ti umori. Že 4. julija 1348 je v Avignonu živeči papež Klemen VI. v buli obsodil preganjanju Judov. Papeška bula je učinkovala pravzaprav le v Avignonu, sicer pa je razmeroma malo prispevala k zaščiti Judov. Zato je 26. septembra 1348 sledila druga bula z naslovom Quamvis perfidiam. Obtožbo, da Judje z zastrupljanjem vodnjakov širijo kugo, je označil za "neverjetno", saj je divjala kuga tudi po območjih, kjer Judje niso prebivali; kjer pa so živeli, so tudi sami postajali žrtev kuge. Papež je spodbujal duhovščino, da naj Jude vzame pod svojo zaščito. Klemen VI. – ki je tudi sam zbiral hebrejske rokopise – je prepovedal ubijanje ali ropanje Judov brez sojenja. Preganjalcem je zagrozil celo s kaznijo izobčenja. |

### Papeške bulein določbe
Papež Klemen VI. je izdal nekaj papeških bul in drugih listin: 
1. Gratias agamus razglaša frančiškane za od Cerkve uradno določene varuhe svetih krajev v Sveti deželi (21. november 1342).
2. Unigenitus Dei Filius o zakladu odpustkov, ki jih ima oblast podeljevati papež; sveto leto bo odslej vsakih petdeset let (27. januar 1343).
3. Prolixa retro očita prestopke Ludviku Bavarskemu in našteva negativne posledice, ki iz tega izhajajo (12. april 1343).
4. bula proti prisilnemu pokrščevanju (5. julij 1343).
5. In supremæ dignitatis – ustanovi Univerzo v Pisi (3. september 1343).
6. Sicut Judais – prepoveduje pogrome nad Judi, po krivem obdolženimi povzročitve kuge (4. julij 1348).
7. Quamvis perfidiam zavrača govorice, češ da so Judje z zastrupitvijo vodnjakov povzročili črno smrt (26. september 1348).
8. Cum natura humana – papeževi teološki pogledi na človeško naravo (1350).

### Sveto letobrez papeža
Kmalu po njegovi izvolitvi ga je obiskalo v Avignonu odlično rimsko odposlanstvo pod vodstvom pesnika Petrarka s trojno prošnjo: 
1. naj sprejme čast rimskega senatorja , toda ne kot papež, ampak kot vitez Roger;
2. naj prestavi sedež nazaj v Rim ter
3. naj razglasi leto 1350 za sveto jubilejno leto. Glede prve točke je odvrnil, da sprejema, kolikor to ne bi nasprotovalo njegovi vlogi rimskega suverena; glede drugega je jasno zavrnil vrnitev; glede tretjega je pa pogojno privolil. Tako so se tega leta zgrinjale množice vernikov v večno mesto, obiskovale papeški baziliki ter molile po papeževem namenu in prejemale odpustke, ne da bi se srečale s papežem. [17]

## Smrt in spomin
Papež Klemen Vi. je umrl 6. decembra 1352 v Avignonu. Pokopali so ga v benediktinski opatiji sv. Roberta La Chaise-Dieu, kjer je začel svoje meniško življenje in cerkveno službo.
 
1562 so nahujskani kalvini njegovo čudovito, umetniško urejeno grobnico, kjer so bili kipi njegovih sorodnikov in dobrotnikov, razbili. 

Drugi viri pa poročajo: "Papeža Klemena so pokopali na njegovo željo v opatiji La Chaise-Dieu. Tam so mu postavili nagrobni spomenik, okrašen s 44 marmornatimi kipi, ki so predstavljali njegovo veliko rodbino. To izvirno in mogočno delo so razbili 1562 hugenoti, ki so njegove telesne ostanke sežgali.«  

### Ocena
Klemen VI.  je bil enako kot njegov predhodnik Benedikt XII.  izobražen teolog  in pridigar ; vendar je bil tistemu, ki je kot papež še vedno ohranjal nekaj lastnosti skromnega redovnika, v drugih rečeh kaj malo podoben. Ugleden, olikan, pa tudi malo lahkomiseln prelat z vsemi življenjskimi navadami le-tega, je imel rad bogataško dvorsko življenje; vrh tega je bila velika njegova velikodušnost pri podeljevanju nadarbin in milosti, kakor tudi njegova ljubezen do njegovih sorodnikov. Z imenovanjem številnih Francozov za kardinale in nakupom Avignona je vezi, ki so vezale papeštvo na Francijo, še ožje zategnil. 

Klemen združuje v svoji osebnosti na presenetljiv način mnoge poteze, ki so značilne za papeštvo v 16. stoletju – kakor tudi dobre in slabe lastnosti francoskega značaja. Sodobniki so bili občutljivi na njegovo prijaznost, odpuščanje in velikodušnost, Imel je jasno predstavo o vladarju in jo je poskušal udejanjati. Za vodilo je imel Cezarjevo geslo, da nihče ne sme oditi od njega razočaran. Ime Klemen pomeni milostljiv: ta lastnost ga je spremljala že od mladih nog. Menil je, da sta razkošnost in sijaj potrebna za izvajanje oblasti. Nova papeška stavba, ki jo je zgradil, ni urejena le glede na varnost in potrebo po upravnih pisarnah, ampak tudi z željo, da pokaže slavo zemeljskega suverena. To je bil prvi papež, ki je izrečno skrbel za to in je v ta namen porabil veliko denarja. Pri tem pa njegova dobrodelnost ni trpela; če je porabil 12,20% svojih izdatkov za gradnjo, 12% za oblačila, 2,5% za okraske in umetniško ustvarjanje, mu je ostalo kar 17% za delitev miloščine. Priznati mu moramo, da je bil dober gospodar, ki je vedel, kaj hoče: kljub velikim izdatkom ni nikoli posloval z izgubo.

Svoje usmiljeno srce je pokazal zlasti, ko je črna smrt skoraj razpolovila evropsko prebivalstvo in so se odrekali drug drugega iz strahu pred okužbo celo najbližji sorodniki; pomagal je na vseh področjih, kjer in kolikor je bilo možno. Pod svoje okrilje je vzel tudi Jude, ki jih je obrezumljena množica obdolžila, da so raznesli kugo. 

### Odlikovanja
Papež Klemen VI. je prejel odlikovanje Vrhovnega Kristusovega reda (Ordine Supremo del Cristo) in je s tem postal veliki mojster vrhovnega Kristusovega reda. 